# Lysophosphatidylcholine acyltransférase
 (février 2024).
Si vous disposez d'ouvrages ou d'articles de référence ou si vous connaissez des sites web de qualité traitant du thème abordé ici, merci de compléter l'article en donnant les références utiles à sa vérifiabilité et en les liant à la section « Notes et références ».
La lysophosphatidylcholine acyltransférase, ou 1-acylglycérophosphocholine-O-acyltransférase, est une acyltransférase qui catalyse la réaction :
|                           | + |          | {\displaystyle \rightleftharpoons } CoA–SH + |                     |
| 2-lysophosphatidylcholine |   | Acyl-CoA |                                              | Phosphatidylcholine |